# 长洲街道
长洲街道，是中华人民共和国广东省广州市黄埔区下辖的一个乡镇级行政单位，由珠江口的长洲岛、洪圣沙、白兔沙、北帝沙（娥眉沙）等几个江心岛和沙洲组成。

## 行政区划
长洲街道下辖以下地区：
黄船社区、梅园社区、长洲社区和深井社区。

## 交通

### 地铁
- █7号线：深井站、长洲站